# Огове-Івіндо
Огове-Івіндо (фр. Ogooué-Ivindo) — провінція на північному сході Габону. Адміністративний центр — місто Макоку.

## Географія
Площа становить 46 075 км², населення — 63 293 особи (2013 рік).
Межує на південному сході з провінцією Верхнє Огове, на півдні, південному заході з провінцією Огове-Лоло, на заході з провінцією Середнє Огове, на півночі з провінцією Волю-Нтем, на північному сході і сході з Республікою Конго. Провінція розташована на екваторі. У південній частині протікає річка Огове, тут в неї впадає притока Івіндо.

## Населення
За даними на 2013 рік, чисельність населення становить 63 293 особи   .
 Динаміка чисельності населення провінції за роками: 
| +1993  | 2013   |
| ------ | ------ |
| 48 862 | 63 293 |

## Департаменти
Провінція розділена на 4 департаменти:

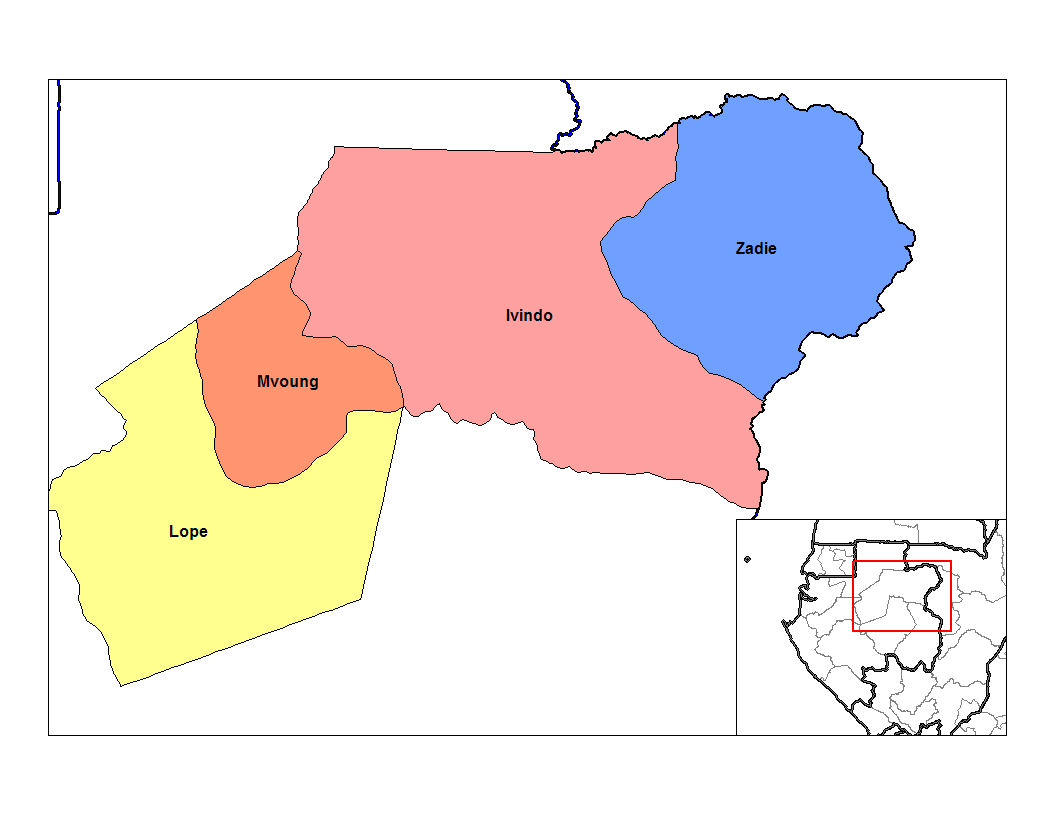
Департаменти Огове-Івіндо.

- Івендо (адм. центр — Макоку) (Ivindo)
- Лопе (адм. центр — Бове) (Lopé)
- Мвун (адм. центр — Ован) (Mvoung)
- Задьє (адм. центр — Мекамбо) (Zadié)